# Кызкеткен (канал)
Кызкеткен — магистральный канал в Республике Каракалпакстан. Берет воду из Амударьи. Длина канала 25,2 километра, максимальная пропускная способность 500 м³/с (по другим данным — 900 м³/с). Средний расход воды в 1993 году составлял 153 м³/с, в 1994—128 м³/с. Глубина канала 5 метров.
Водами канала питаются озёра Дауткуль и Маукуль.
Орошает 130,2 тыс. гектар земель Нукусского, Кегейлийского, Чимбайского, Бозатауского, Тахтакупырского и Караузякского районов и проходит через город Нукус.

## История
В 1919 году началось расширение канала, а в 1926 стартовало строительство головного сооружения канала, введённого в эксплуатацию в 1935 году, а в 1959 году в конце канала были построены отводы Кегейли (115 м³/с.), Куванышжарма (110 м³/с.), Стаханов-Арна (25 м³/с.). В 1965 году были построены Тахиаташский гидроузел и Каттагарская насосная станция (54 м³/с.) и одноименный канал с длиной 14 км соединенный с каналом Кегейли. В результате стало возможным орошение площадей, превышающих 218 тыс. гектар, канальной водой. После 1965 года 90 % воды канала уходило на орошение.